# Djebala
Djebala (em árabe: جبالة) é uma cidade e comuna localizada na província de Tremecém, no noroeste da Argélia. Em 2008, sua população era de 9 369 habitantes.